# Davor Štefanek
Davor Štefanek (* 12. září 1985 Subotica, Jugoslávie) je srbský zápasník klasik, olympijský vítěz z roku 2016.

## Sportovní kariéra
Narodil se v Subotici v oblasti s vysokým zastoupením maďarského obyvatelstva. Otec je původem z Bjelovaru a matka je Srbka maďarské národnosti. Zápasení v klasickém stylu se věnuje od 15 let pod vedením Sretena Damjanoviće. V roce 2003 se poprvé objevil v seniorské reprezentaci Srbska a Černé Hory v pérové váhové kategorii do 60 kg. V roce 2004 uspěl v olympijské kvalifikace pro účast na olympijských hrách v Athénách, kde nepostoupil ze základní skupiny. V roce 2008 uspěl jako reprezentant samostatného Srbska v květnové olympijské kvalifikaci pro účast na olympijských hrách v Pekingu, kde neprošel přes úvodní kolo. V roce 2012 se na olympijské hry nekvalifikoval. Od roku 2013 přešel do vyšší lehké váhové kategorie do 66 kg, ve které získal v roce 2014 titul mistra světa. Na nárůstu výkonnosti měl velký vliv bulharský trenér Stojan Dobrev. V roce 2016 startoval na olympijských hrách v Riu, kde ve finále porazil Arména Mihrana Arutjunjana a získal zlatou olympijskou medaili.

## Výsledky
| Turnaj             | (SCG)       | (SCG)       | (SCG)       | (SCG)       | Srbsko      | Srbsko      | Srbsko      | Srbsko      | Srbsko      | Srbsko      | Srbsko     | Srbsko     | Srbsko     | Srbsko     | Srbsko     |
| Turnaj             | 2003        | 2004        | 2005        | 2006        | 2007        | 2008        | 2009        | 2010        | 2011        | 2012        | 2013       | 2014       | 2015       | 2016       | 2017       |
| Turnaj             | 18          | 19          | 20          | 21          | 22          | 23          | 24          | 25          | 26          | 27          | 28         | 29         | 30         | 31         | 32         |
| Turnaj             | pérová váha | pérová váha | pérová váha | pérová váha | pérová váha | pérová váha | pérová váha | pérová váha | pérová váha | pérová váha | lehká váha | lehká váha | lehká váha | lehká váha | lehká váha |
| ------------------ | ----------- | ----------- | ----------- | ----------- | ----------- | ----------- | ----------- | ----------- | ----------- | ----------- | ---------- | ---------- | ---------- | ---------- | ---------- |
| Olympijské hry     |             | úč.         |             |             |             | úč.         |             |             |             | —           |            |            |            | 1.         |            |
| Mistrovství světa  | úč.         |             | úč.         | úč.         | úč.         |             | 5.          | úč.         | úč.         |             | —          | 1.         | 3.         |            |            |
| Evropské hry       |             |             |             |             |             |             |             |             |             |             |            |            | —          |            |            |
| Mistrovství Evropy | —           | 2.          | —           | úč.         | úč.         | 3.          | 5.          | úč.         | úč.         | 3.          | —          | úč.        | —          | 2.         | 2.         |